# Andrei Makeyev
Andrei Gennadyevich Makeyev (en russe : Андрей Геннадьевич Макеев, Andreï Guennadievitch Makeïev), né le 3 février 1952 à Petrozavodsk, dans la République socialiste fédérative soviétique de Russie et mort le 13 septembre 2021, est un ancien joueur soviétique de basket-ball, évoluant au poste d'ailier. 

## Carrière

### Palmarès
- Médaille de bronze aux Jeux olympiques 1976